# جورج سافاري واسون
جورج سافاري واسون (بالإنجليزية: George Savary Wasson)‏ (1855 - 28 أبريل 1932)؛ رسام وروائي أمريكي.